# Tisuadi

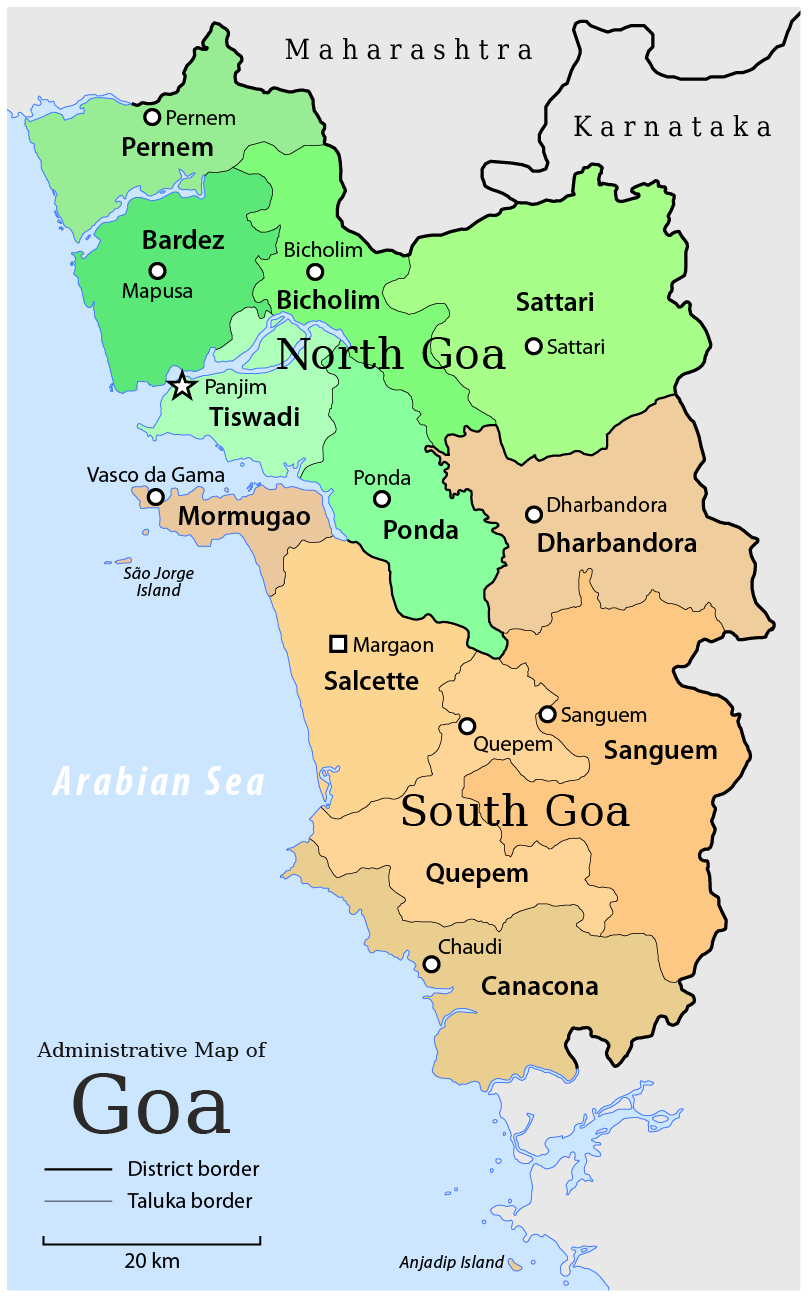
As Ilhas de Goa ficam situadas ao centro.

Tisuadi, também grafado como Tiswadi (concani: तिस्वाड़ी), é uma taluca de Goa Norte, no estado de Goa, na Índia, que tem como sede administrativa a capital goesa Pangim. Recebe, ainda, a denominação popular de Ilhas de Goa.

## Etimologia
A palavra "Tisuadi" significa "trinta assentamentos", referente aos assentamentos feitos pelos seguidores da comunidade hindu Goud Brâmane Saraswat em sua migração para Goa.

## Geografia
É um conjunto de ilhas cercado pelo rio Mandovi, formando sua fronteira norte, e pela baía de Mormugão, formando sua fronteira sul. O canal Cumbarjem, que liga o rio Mandovi à baía de Mormugão, é a fronteira leste da taluca.
A ilha de Tisuadi, a maior, forma a unidade da taluca de mesmo nome com as ilhas de Chorão, Capão (ou Vanxim), Santo Estêvão, Cumbarjua e Divar. Dentro da ilha de Tisuadi há os lagos Carmali, Batim e Bondval.
A taluca possui duas cidades: Pangim, que corresponde ao território ocidental da ilha de Tisuadi, e; Goa Velha, que ocupa a fração oriental do território da ilha de Tisuadi, além das ilhas de Chorão, Capão, Santo Estêvão, Cumbarjua e Divar.

## Política
A taluca de Tisuadi faz parte do círculo eleitoral de Goa Norte para a Câmara Baixa do Parlamento da União Indiana. Tisuadi é composta pelos círculos eleitorais, constituintes da Assembleia Legislativa de Goa, de Pangim, Taleigão, Santa Cruz, Santo André e Cumbarjem (ou Cumbarjua).

## Cultura
Nesta taluca fica a cidade de Goa Velha e a Basílica do Bom Jesus, duas das maiores expressões do património histórico-arquitetónico da era colonial indiana.